# إيما بولجر
إيما بولجر (بالإنجليزية: Emma Bolger)‏ هي ممثلة أيرلندية، ولدت في 5 يناير 1996 بدبلن في جمهورية أيرلندا.

## وصلات خارجية
- إيما بولجر على موقع IMDb (الإنجليزية)
- إيما بولجر على موقع ألو سيني (الفرنسية)
- إيما بولجر على موقع ميوزك برينز (الإنجليزية)
- إيما بولجر على موقع أول موفي (الإنجليزية)
- إيما بولجر على موقع قاعدة بيانات الأفلام السويدية (السويدية)
- إيما بولجر على موقع قاعدة بيانات الفيلم (الإنجليزية)
- إيما بولجر على موقع كينوبويسك (الروسية)